# Dov Milman
Dov Milman (hebrejsky: דב מילמן, žil 16. ledna 1919 – 4. května 2007) byl izraelský politik a poslanec Knesetu za stranu Gachal.

## Biografie
Narodil se v Rize v Lotyšsku. V roce 1937 přesídlil do dnešního Izraele. Vystudoval politologii a filozofii na Hebrejské univerzitě a právo na škole v Londýně a na právní škole v Jeruzalémě. V roce 1951 získal osvědčení pro výkon profese právníka. Od roku 1939 působil v židovských jednotkách Irgun, byl členem jejich velení v Jeruzalémě.

## Politická dráha
V roce 1931 se zapojil do mládežnického hnutí Bejtar a v Lotyšsku byl jeho instruktorem. Po přesídlení do dnešního Izraele byl v letech 1940–1944 vedoucím Bejtaru v oblasti Jeruzaléma. Patřil mezi zakladatele hnutí Cherut. V letech 1955–1959 předsedal jeho organizaci v Tel Avivu. V letech 1963–1965 byl prvním tajemníkem Izraelské právnické asociace a v letech 1965–1967 předsedou její telavivské pobočky. V letech 1968–1969 zastával funkci předsedy odboru pro samosprávy ve straně Cherut.
V izraelském parlamentu zasedl po volbách v roce 1969, do nichž šel za Gachal. Stal se členem výboru pro zahraniční záležitosti a obranu, výboru pro záležitosti vnitra a výboru finančního. Ve volbách v roce 1973 poslanecký mandát neobhájil.
V letech 1979–1980 byl izraelským delegátem při Evropském parlamentu a při orgánech tehdejšího EHS. V letech 1981–1983 byl izraelským velvyslancem v Portugalsku. V letech 1987–1990 zastával post předsedy správní rady stavební společnosti Šikun ve-pituach. Od roku 1992 byl předsedou Asociace přistěhovalců z Lotyšska a Estonska. V letech 1996–2000 pak předsedal sekci veteránů strany Likud.